# Frederick Cresser
Frederick John "Fred" Cresser (pierwotnie Gräßer, ur. 6 kwietnia 1872 w Cesarstwie Niemieckim, zm. 18 maja 1919 w Filadelfii) – amerykański wioślarz pochodzenia niemieckiego, złoty medalista olimpijski.
Wystąpił na igrzyskach olimpijskich w Saint Louis w 1904 roku, gdzie amerykańska osada Vesper Boat Club w składzie: Frederick Cresser, Michael Gleason, Frank Schell, James Flanagan, Charles Armstrong, Harry Lott, Joseph Dempsey, John Exley i Louis Abell zdobyła złoty medal w ósemkach. Srebrnych medalistów, Kanadyjczyków z klubu Toronto Argonauts, Amerykanie wyprzedzili o trzy długości łódki. Startowały tylko dwie drużyny. Był to jego jedyny start olimpijski.